# Petersen & Albeck
Petersen & Albeck war ein dänisches Unternehmen der Stahl- und Metallrecyclingbranche, das heute unter anderem Namen weiter betrieben wird. Petersen & Albeck war die älteste Abwrackwerft in ganz Dänemark.

## Geschichte
Petersen & Albeck  S/A wurde 1870 durch die Fusion der Firmen F. W. Petersen & Co und Carl Albeck & Co  in Kopenhagen gegründet. F. W. Petersen & Co bestand bereits im Jahre 1858 und war als Handel mit alten Seilen, Lumpen, Knochen, Eisen und anderen Metallen bekannt. Das Unternehmen hatte seine Zentrale in Kopenhagen mit Lager in Fiskerihavnsgade, einem Schiffsanlegeplatz bei der Enghave Brygge und  zum Abwracken von Schiffen eine Werft im Fischereihafen. Nach der Fusion 1870 wurde die neue Anlage im Südhafen errichtet, die speziell zur Schiffsverschrottung (Skibsophugningsværftet) angelegt wurde.
Das Geschäftsfeld umfasste die Wiederverwertung von Metallschrott und anderen Reststoffen in ganz Dänemark. Das "Petersen & Albeck"-Areal im Südhafen von Kopenhagen beinhaltet heute ein Baudenkmal. Das 1918 errichtet Hauptgebäude wurde 1920 eingeweiht. Das kombinierte Büro- und Lagergebäude wurde von dem Architekten G. B. Hagen im Stil der Nationalromantik entworfen und steht heute unter Denkmalschutz. 1920 wurde das Gelände mit einem Industriegleis an das Netz der Danske Statsbaner angeschlossen. Mit dem Aufbau eines weit gestreuten Filialnetzes wurde das Einzugsgebiet in Dänemark ausgebaut.

## Übernahme
1999 wurde  Petersen & Albeck an Uniscrap A/S  verkauft und wurde kurz danach durch den deutschen Konzern Scholz Holding übernommen, der in mehr als 20 Ländern flächendeckend mit Sammelplätzen und Recyclinganlagen vertreten ist.  Petersen & Albeck wird unter dem Namen Uniscrap A/S weiter in Dänemark betrieben.